# Syllis vittata
Syllis vittata är en ringmaskart som beskrevs av Grube 1840. Syllis vittata ingår i släktet Syllis och familjen Syllidae. Arten har ej påträffats i Sverige. Inga underarter finns listade i Catalogue of Life.